# Paco Marí
Francisco Marí Blanco, más conocido como Paco Marí (Guadalajara, 15 de agosto de 1914 o 1915-San Sebastián, 20 de mayo de 1972), fue un fotógrafo español.

## Biografía
Nació en Guadalajara en 1915, en el seno de una familia de fotógrafos, pues tanto su padre, Francisco Marí, como su madre, Jesusa Blanco, lo habían sido. De allí se mudó a Madrid. Formado en la Real Academia de Bellas Artes de San Fernando de la capital, tomó fotografías durante la guerra civil española.
Mientras estaba en Pamplona elaborando un reportaje fotográfico de los Sanfermines de 1945, conoció a la que sería su esposa, María Teresa Marín, y se fue a vivir a San Sebastián, de donde ella era natural. Entró a trabajar al estudio fotográfico de su suegro, Pascual Marín, y, a su muerte, lo heredó.
Colaboró con diversas publicaciones, incluidas La Voz de España y Marca, y también con agencias de noticias como EFE y Associated Press. Dejó miles de fotografías de la capital guipuzcoana, algunas de las cuales están ahora custodiadas por la Fundación Kutxa.
Falleció en San Sebastián el 20 de mayo de 1972.